# 中華民國—印度關係
中華民國與英属印度以及印度聯邦於1942—1949年有正式外交關係，斷交後直至1995年，與現今的印度共和國互設具大使館功能的代表機構。

## 政治

### 外交

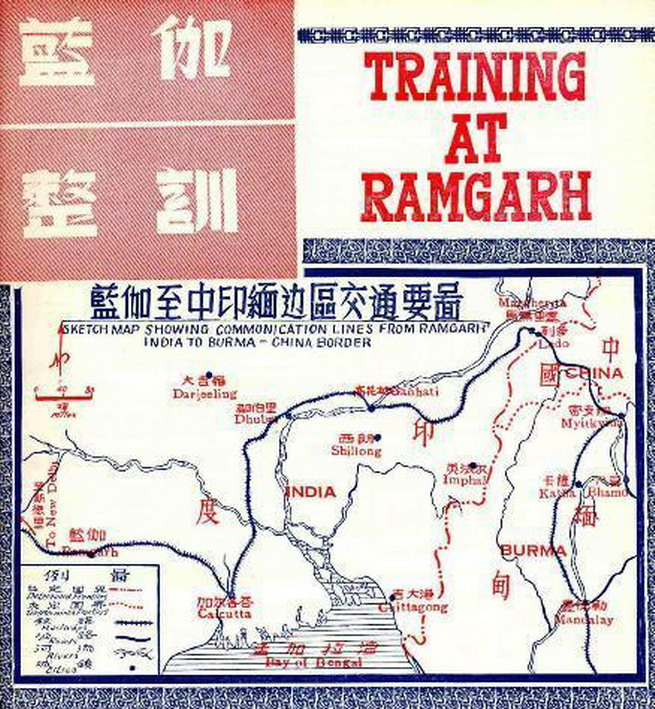
抗日战争期间中华民国国民革命军在印度蓝伽整训时的地图。

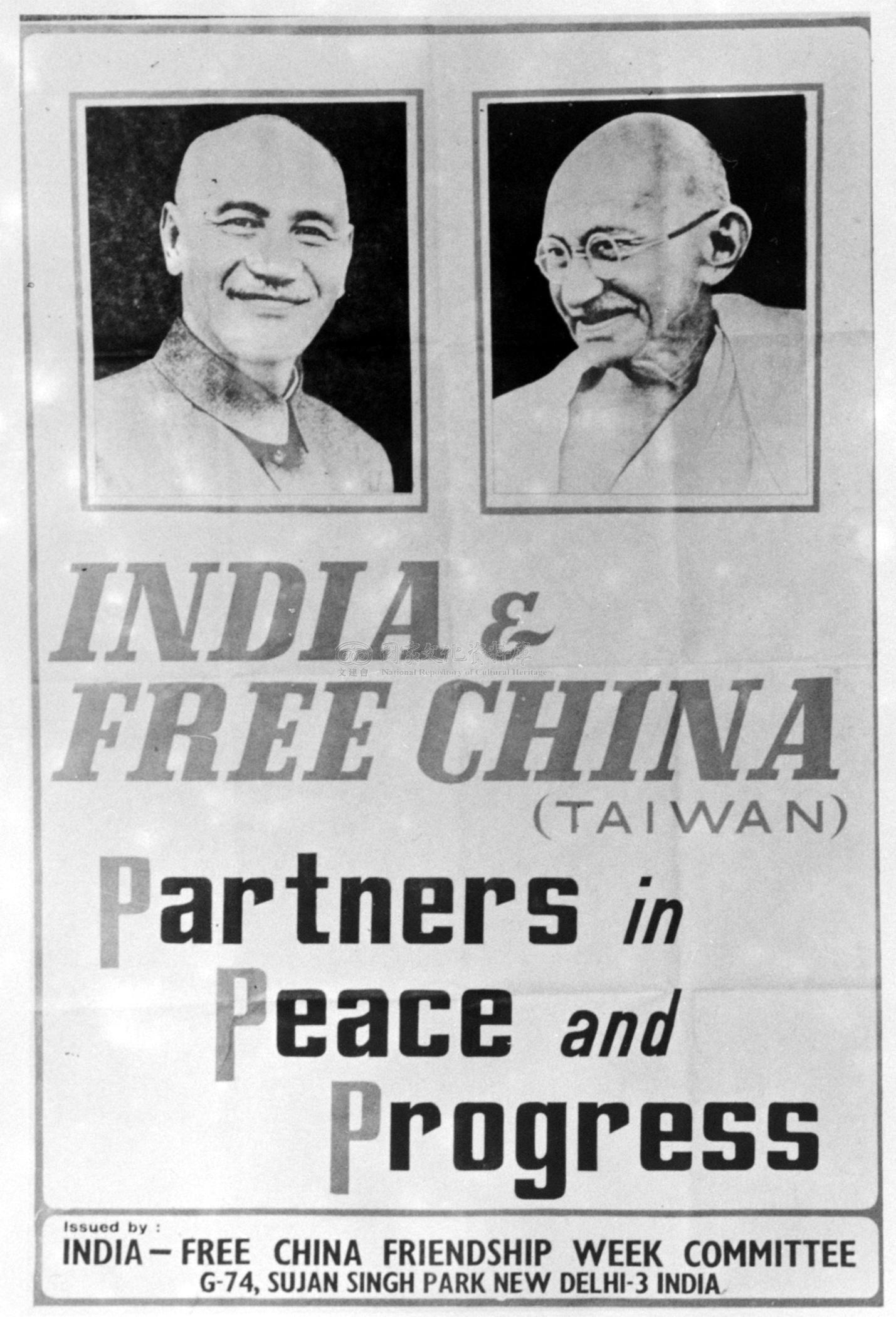
1970年10月10日，在印度新德里張貼的印度-自由中国（台湾）友誼海報。

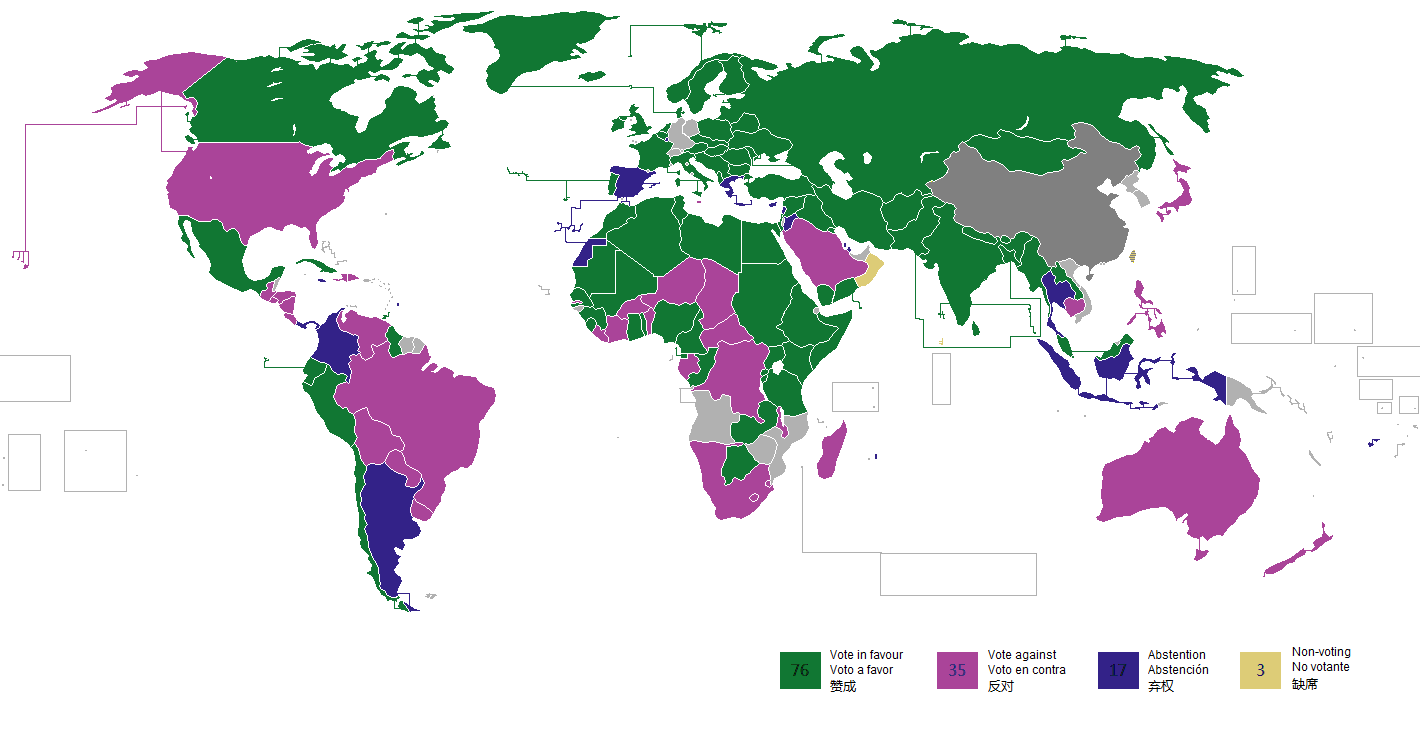
綠色國家表示在1971年的投票中反對中華民國續留聯合國，即《聯合國大會2758號決議》，其中包括印度。

中华民国在抗日战争時期，英属印度给予中华民国很多支持，1938年印度国会派遣医疗队支援中国抗战，其中的队员柯棣华大夫病逝于中国；抗战时期战略物资运输线——滇缅公路被日军切断以后，随后开辟的“驼峰航线”其始发地就在印度的阿萨姆邦。1942年，中国远征军在缅甸对日作战中战事失利，孙立人部隊退入印度成为中国驻印军，在重新组装、训练后成为经由缅甸反攻回国的前锋部队。
1942年2月4日至21日，中国国民党总裁、国民政府军事委员会委员长蒋中正偕夫人宋美龄及隨員王寵惠、張道藩等访问英属印度，2月9日抵新德里，受到印度总督林里斯哥侯爵的歡迎。访问期间，蔣委員長在加爾各答會見印度精神领袖甘地。2月21日離印返國，發表《告印度人民書》。此行是中、英双方在南亚和西藏的博弈中，中国方面的重要行动，赢得了印度独立运动领袖的热烈欢迎。1942年4月，中华民國駐印度專員公署在新德里設立。5月，印度駐華專員公署亦設立於重慶。
1943年，參與第二次世界大戰的中國遠征軍於印度賈坎德邦安葬國軍遺骸580具（現有667具），安葬者軍階最高為少將，最低為上等兵，雖然都有墓碑，但姓名可考者僅40位。中華民國國防部分別於1982年及2011年撥款修繕。
1946年10月21日，中、印使节互升为大使，並互設大使館。1947年8月15日，根据蒙巴顿方案成立印度聯邦，邦交延續。
1949年12月30日，印度聯邦宣布承认中华人民共和国，中华民国宣布与印度断交。1950年1月10日，關閉大使館。1月26日，印度共和國成立，4月1日，印度共和國與中華人民共和國建立邦交，但在尼赫魯與周恩來的函件以及建交聲明中，皆沒有提到「一個中國」，僅表示「互相尊重领土主权」。後印度於1971年10月25日投票反對中華民國續留聯合國，即《聯合國大會2758號決議》。
即便印度與中華人民共和國之關係深固，但在印度政府主導之印度東望政策下，為了使印度的經濟更上一層樓，印度尋求與中華民國進行非政府性民間商業、文化、資金以及技術交流，而中華民國也見證到「印度時代」的到來而樂於近一步地投資印度。2002年時，兩國簽訂《臺灣－印度促進投資暨保障協定》以再促進雙邊經濟往來加速發展。
1997年9月5日，德蕾莎修女逝世，行政院長蕭萬長致唁電哀悼。
1999年，印度人民黨秘書長莫迪（Narendra Modi）抵台訪問。 
2003年1月，第五屆亞洲安全會議在印度新德里舉行，由立法院外交委員會召集委員張旭成及國立政治大學國際關係研究中心研究員丁樹範聯袂出席。會中，中華人民共和國駐印度大使館參贊毛四維於張旭成發言時向印度抗議，並表示其出席該會是對「一個中國」原則的違反，但印度方面未予理會。
2007年6月12日，曾任中國國民黨黨主席、時任中華民國總統參選人馬英九訪問印度。
2012年4月9日，中華民國總統馬英九在訪問非洲邦交國的途中過境印度孟買，這是中華民國總統第一次過境印度。
2021年4月2日，臺灣太魯閣號列車發生事故，造成重大傷亡，印度外交部在Facebook、Twitter發文表示哀悼。
2022年8月2日，美國聯邦眾議院議長裴洛西訪台後，中国人民解放军在臺灣周邊進行軍事演練。12日，印度外交部发言人巴奇回应“印方相关政策是一贯的，无需重复”，但并未如亲中国家一样提及“坚持一个中国原则”，只提到敦促各方保持克制，反对任何单方面改变台海现状的做法。
2023年4月5日，中華民國總統蔡英文過境美國洛杉矶，與聯邦眾議院議長麥卡錫舉行會面後，中国人民解放军在臺灣周邊進行軍事演練。13日，印度外交部發言人巴奇未直接回應此事，但重申印度之前就多次提到維護法治秩序以及區域和平的重要性，同時盼見各方以對話方式處理爭議。
2024年4月3日，臺灣東部發生大地震，印度總理莫迪在X（原Twitter）發文表示對臺灣民眾的傷亡深感悲痛，印度會與臺灣人民站在一起度過難關。
2024年6月5日，在印度人民院選舉完成後，總理莫迪連任，中華民國總統賴清德在X發文祝賀，莫迪當日亦轉發賴清德的貼文表示感謝。
2025年3月17日，中華民國國家安全會議副秘書長徐斯儉獲邀在印度「瑞辛納對話」擔任開幕場次與談人，是台灣高層官員首度到印度參加有官方色彩的活動。對此，印度外交部肯定印度與台灣的關係，並指出科技方面的合作將有助於共同防衛。
2025年8月19日，中華人民共和國外交部長王毅印度訪問之際，印度外交部表示「我們對台灣的立場沒有改變」，印度和世界其他國家一樣，與台灣的關係著重在經濟、科技、文化的連結，「我們打算繼續維持這樣的關係」，「我們的關係很好，請加碼投資我們的公司」。王毅在與印度外交部長苏杰生會面後，中國外交部的談話紀要顯示，蘇杰生稱「台灣是中國的一部分」，但印度政府知情人士駁斥其錯誤引述蘇杰生的談話，印度對台立場沒有改變。並表示蘇杰生以質疑口吻回應，既然中國本身也在同樣領域與台灣進行交流，印度又怎麼可能不與台灣往來。

### 代表機構
雙方在1995年2月達成互設代表機構協議。
1995年7月，印度外交部設立印度－台北協會。
1995年9月，中華民國外交部則設立駐新德里臺北經濟文化中心，2012年12月，更名為駐印度台北經濟文化中心。2012年7月，設立駐清奈辦事處。2023年7月，設立駐孟買辦事處。

#### 事件
2020年7月30日，前中華民國總統李登輝逝世，印度外交部透過印度－台北協會發文表示「和台灣人民一起對台灣『民主先生』李登輝博士的逝世同表哀悼。李登輝博士的領導和遠見深化台灣的民主和經濟繁榮。我們對李登輝博士的親友和無數愛戴他的台灣人表示誠摯的哀悼。願他的靈魂永遠安息。」

## 經濟

### 貿易
中華民國對外貿易發展協會（外貿協會）於印度首都新德里，以及孟買、加爾各答、清奈設立台北世界貿易中心辦事處，另在中華民國首都臺北成立印度中心。經濟部國際貿易署則在新德里設立駐印度代表處經濟組。
| 年分 | 貿易總額       | 貿易總額 | 貿易總額 | 出口至印度    | 出口至印度 | 出口至印度 | 自印度進口    | 自印度進口 | 自印度進口 | 順逆差 |
| 年分 | 金額           | 年增減   | 排名     | 金額          | 年增減     | 排名       | 金額          | 年增減     | 排名       | 順逆差 |
| ---- | -------------- | -------- | -------- | ------------- | ---------- | ---------- | ------------- | ---------- | ---------- | ------ |
| 2017 | 6,337,595,222  | ▲26.6%   | 16       | 3,281,493,862 | ▲16.4%     | 14         | 3,056,101,360 | ▲39.8%     | 18         | 順差▼  |
| 2018 | 7,030,475,476  | ▲10.9%   | 16       | 3,771,270,625 | ▲14.9%     | 14         | 3,259,204,851 | ▲6.6%      | 18         | 順差▲  |
| 2019 | 5,797,407,620  | ▼17.5%   | 17       | 3,281,963,176 | ▼13.0%     | 14         | 2,515,444,444 | ▼22.8%     | 20         | 順差▲  |
| 2020 | 4,795,557,097  | ▼17.3%   | 18       | 2,595,191,940 | ▼20.9%     | 16         | 2,200,365,157 | ▼12.5%     | 22         | 順差▼  |
| 2021 | 7,701,208,260  | ▲60.6%   | 17       | 4,522,648,935 | ▲74.3%     | 14         | 3,178,559,325 | ▲44.5%     | 19         | 順差▲  |
| 2022 | 8,460,547,342  | ▲9.9%    | 17       | 5,318,661,560 | ▲17.6%     | 14         | 3,141,885,782 | ▼1.2%      | 21         | 順差▲  |
| 2023 | 8,222,301,210  | ▼2.8%    | 16       | 6,010,207,389 | ▲13.0%     | 12         | 2,212,093,821 | ▼29.6%     | 25         | 順差▲  |
| 2024 | 10,609,263,154 | ▲29.0%   | 16       | 7,891,784,231 | ▲31.3%     | 12         | 2,717,478,923 | ▲22.8%     | 24         | 順差▲  |

2023年的兩國貿易項目如下：
出口至印度的前10大項目為：集成电路；氯乙烯或其他鹵化烯烃之聚合物；多元羧酸及其酐、鹵化物、过氧化物與过氧酸，其鹵化、磺化、硝化或亞硝化衍生物；電話機（包括智能手机），以及其他傳輸或接收聲音、圖像之有線或无线网络通訊器具；自動資料處理機、磁性或光學閱讀機；聚縮醛、环氧树脂、醇酸樹脂、聚碳酸酯、聚丙烯酯與其他聚酯、聚醚；合金鋼之扁軋製品；石油與提自瀝青礦物之油類（原油除外）、以石油或瀝青質礦物為基本成份之未列名製品、廢油；腈官能团化合物；聚酰胺等。
自印度進口的前10大項目為：石油與提自瀝青礦物之油類（原油除外）、以石油或瀝青質礦物為基本成份之未列名製品、廢油；未經塑性加工铝；電話機（包括智能手机），以及其他傳輸或接收聲音、圖像之有線或无线网络通訊器具；合金鐵；未經塑性加工锌；醫藥製劑；不適於人類食用之肉、魚、甲殼類、软体动物或其他水產无脊椎动物；環烴；聚縮醛、环氧树脂、醇酸樹脂、聚碳酸酯、聚丙烯酯與其他聚酯、聚醚；生鮮、冷藏或冷凍之切片魚肉等。

### 投資
根據中華民國經濟部投資審議司統計，截至2024年4月，臺商赴印度總投資金額為14.52億美元，計有154件；另根據印度商業暨工業部統計，2000－2022年，臺商對印度直接投資金額為8.15億美元，排名第31，占比0.13%。另部分臺商透過第三地轉投資印度，金額約40億美元，計有190件。
目前在印度約有241個臺商營業據點，南印度有95個、北印度74個、西印度66個、東印度6個。主要投資項目有：資通訊、鋼鐵、電子、机械、贸易、运输、工程、金属、製鞋、農漁、电机、服務、紡織、金融、車輛零組件等。臺商在印度投資模式以設立全資子公司型態居多，其他模式如聯絡辦事處、分公司、合資公司等。
中華民國經濟部於2017年5月在駐印度代表處設立臺灣投資窗口（Taiwan Desk），聘請會計師等專業人員，協助赴印度投資的臺商最新商情與投資、財稅相關法律諮詢服務。2018年11月於印度商業暨工業部投資單一窗口（Invest India），設立臺商窗口（Taiwan Plus），協助臺商進行市場考察解決投資障礙。

#### 事件
2020年12月12日，台灣緯創公司位於印度卡纳塔克邦的廠房遭人闖入，砸毀並縱火辦公室設備、車輛、部分生產線，損失約43.7億盧比（約16.7億新臺幣）。外傳是因為勞資爭議引起，但緯創聲明否認，表示是外界不明人士闖入破壞。但在19日發表新聲明，承認部分工人未能按時領到薪水，公司已將1名監督印度業務的高階行政主管撤職，另澄清損失在1、2億新台幣之間。美國蘋果公司亦發表聲明指出，稽查初步發現，緯創違反蘋果的「供應商行為準則」（Supplier Code of Conduct）已列入觀察名單，在採取改善措施之前，暫停交付新業務。
2024年1月25日，印度內政部公布公民榮譽「蓮花獎」（Padma Awards）的得獎人名單，鴻海董事長劉揚偉是其中蓮花獎章的得獎人之一，領域為「貿易與工業」，國籍為台灣。

### 臺商組織
2010年成立德里臺灣商會、2011年成立孟买臺灣商會、2013年成立南印度臺灣商會，三商會於2013年10月共同成立印度臺灣商會聯合總會，其後於2022年成立班加羅爾臺灣商會、2023年成立金奈臺灣商會。目前在印度的臺灣人甚少，估計約400人，多數為臺商臺籍幹部，實際創業投資的人數亦有限，主要分布於德里、孟买、金奈、艾哈迈达巴德、班加羅爾、加尔各答、浦那等地。

### 會展
目前舉辦的有：臺印度經濟聯席會議（1992年由中華民國國際經濟合作協會與印度商工總會主辦，至2023年第20屆）、臺印度次長級經貿對話會議（2005年由中華民國經濟部次長與印度商業暨工業部次長主持，至2023年第16屆）、臺印度產業鏈結高峰會議（2017年由中華民國全國工業總會與印度商工總會主辦，至2023年第7屆）、臺印度CEO圓桌論壇（2022年由中華民國對外貿易發展協會與印度商工總會主辦，至2023年第2屆）。

## 交流

### 學術
中華民國教育部補助國立清華大學與印度的大學簽訂合作備忘錄，在印度設有7所「臺灣華語教育中心」。至2016年，已有59所臺灣的大學與69所印度高等教育機構簽訂175件合作備忘錄，以吸引印度學生赴台攻讀學位、暑期交換實習或修習華語課程。至2017年，累計有超過5,000名印度學生赴台學習華語，2015—2025年，有超過500名的印度學生獲得中華民國政府的獎學金赴台求學。
2015年8月29日，駐印度代表處成立印度學生留臺校友會，並建立Facebook粉絲頁。
2025年3月26日，「2025印度-台灣大學校長論壇」（India-Taiwan President's Forum 2025）在印度德里地區舉辦，台灣財團法人高等教育國際合作基金會與印度大學協會簽署合作備忘錄，以促進台灣與印度間的高等教育交流。

### 援助
2015年，國際奧比斯防盲救盲基金會（Orbis International）、印度Susrut眼科機構暨研究中心與財團法人臺灣國際奧比斯防盲救盲基金會合作，以培訓醫護團隊、眼科公衛宣導及眼科治療補助等方式，拯救印度西孟加拉邦弱勢兒童之視力。
2016年，資助印度清奈犯罪預防與受害者關懷基金會推動婦女安置安全計畫。
2020年4月，對於2019冠状病毒病疫情在全球擴散，中華民國外交部宣布第2波國際援助行動，其中捐贈160萬片口罩給印度在內的8個新南向政策國家。5月，100萬片口罩運抵印度，其中95萬片交給印度紅十字會。
2021年5月，對於印度的2019冠狀病毒病疫情，臺灣首批援助的醫療物資，包括150台製氧機與500支氧氣鋼瓶運抵印度，由印度紅十字會接收。

## 協定
| 日期                                                             | 簽署                                                                   | 備註         |
| ---------------------------------------------------------------- | ---------------------------------------------------------------------- | ------------ |
| 2001年7月5日                                                     | 《雙邊通航備忘錄》                                                     | [ 註 2 ]     |
| 2002年10月17日                                                   | 《駐新德里臺北經濟文化中心與駐臺北印度－台北協會間投資促進及保護協定》 | 以下簡稱台印 |
| 2007年4月11日                                                    | 《台灣金融監督管理委員會與印度證管會瞭解備忘錄》                       |              |
| 2007年4月18日                                                    | 《台印科技合作瞭解備忘錄》                                             |              |
| 2010年3月10日                                                    | 《台印教育合作交流備忘錄》                                             |              |
| 2011年1月19日                                                    | 《台灣印度經濟合作協議可行性聯合研究小組合作備忘錄》                   |              |
| 2011年7月12日                                                    | 《台印關務互助協定》 《台印避免雙重課稅及防杜逃稅協定》                |              |
| 2013年3月20日                                                    | 《台印貨品暫准通關證協定及議定書》                                     |              |
| 2015年12月10日                                                   | 《駐印度台北經濟文化中心與印度－台北協會中小企業合作瞭解備忘錄》       |              |
| 2016年9月12日                                                    | 《台印農業合作瞭解備忘錄》 《臺印航空服務協定》                        |              |
| 2016年12月24日                                                   | 《阿里山森林鐵道遺產合作意向書》                                       | [ 35 ]       |
| 2016年                                                           | 《臺印金融監理合作備忘錄》                                             |              |
| 2017年12月14日                                                   | 《臺印產業合作備忘錄》                                                 |              |
| 2018年12月18日                                                   | 《臺印雙邊投資協定》（BIA） 《台印優質企業相互承認協議》（AEO）        | [ 註 4 ]     |
| 2021年10月22日                                                   | 《臺印有機農產品同等性相互承認協議》                                   |              |
| 2022年5月18日                                                    | 《臺印知识产权合作備忘錄》 《臺印標準及符合性評鑑相互合作協定》        |              |
| 2022年11月4日                                                    | 《臺印傳統醫藥合作備忘錄》                                             |              |
| 2024年2月16日                                                    | 《臺印移工合作備忘錄》                                                 |              |
| 雙方目前尚就「金融科技合作」、「財政合作」等議題積極進行洽談中。 |                                                                        |              |

## 簽證

持中華民國護照的中華民國國民簽證要求分布圖：入境印度可以電子簽證。

持印度護照的印度國民簽證要求分布圖：入境中華民國需要簽證。

兩國國民皆須申請簽證方可入境對方國家。印度簽證須事先向印度-台北協會申辦，持觀光簽證停留最多180天，其餘簽證若停留超過180天，須於入境14天內向印度內政部外國人登記事務局（Foreigners Regional Registration Office）辦理登記，或在預定啟程前至少4天上網申請電子簽證，單次停留最多90天，1年合計最多180天。若前往印度具領土爭議、軍事要塞、政治目的等，需事先申請許可。經印度轉機，若符合過境不超過24小時等條件，則不用申請簽證。
持印度護照的印度國民符合特定要求者可透過中華民國政府的「東南亞國家人民來臺先行上網查核」申請免簽證，停留最多14天；抵台參加團客旅遊，或由中央政府機關主辦、協辦或贊助之國際會議、運動賽事、商展活動，或經中華民國對外貿易發展協會駐當地機構之推薦，則可以電子簽證入境中華民國，停留最多30天並不得延期。

## 交通

### 航空
兩國有直航班機，雙邊航班來往的城市如下（截至2023年6月14日）：

#### 客運
| 中華民國 | 印度             |
| -------- | ---------------- |
| 臺北     | 德里（中華航空） |

#### 貨運
| 中華民國 | 印度（按照都會區人口排列）                |
| -------- | ----------------------------------------- |
| 臺北     | 孟買（中華航空貨運） 德里（中華航空貨運） |

#### 事件
2020年，對於2019冠状病毒病疫情在全球擴散，駐印度台北經濟文化中心陸續接獲南亚各地的台灣人要求協助回台，經協調印度外交部、日本駐印度大使館與相關航空公司，於4月1日、28日，以及5月5日自德里、孟买搭乘日本、韓國與台灣航班離開印度，轉機或直飛回台。

### 駕車
印度承認中華民國國際駕駛執照，需並持中華民國汽車駕駛執照使用，最長1年。但由於印度交通混亂，外交部領事事務局不建議自行駕車。

## 外部連結
| - 中華民國外交部－印度共和國簡介 （页面存档备份，存于） - 駐印度台北經濟文化中心（Facebook、Twitter 、科技組） - 駐清奈辦事處（Facebook） - 駐孟買辦事處 - 外交部領事事務局－國外旅遊警示分級表 - 中華民國衛生福利部－國際旅遊疫情建議等級 - 中華民國國際經濟合作協會 （页面存档备份，存于） - 中華民國對外貿易發展協會駐新德里辦事處（Facebook、LinkedIn） - 中華民國對外貿易發展協會駐孟買辦事處 - 中華民國對外貿易發展協會駐加爾各答辦事處（Facebook） - 中華民國對外貿易發展協會駐清奈辦事處（Facebook） - 印度臺灣商會聯合總會 | - 印度—台北协会（Facebook） |